# Baien Miura
Baien Miura (1 de septiembre de 1723 – 9 de abril de 1789), o Miura Baien (en japonés, 三浦 梅園) conforme al hábito japonés de anteponer el apellido al nombre, fue un filósofo japonés de la Era Tokugawa. Fue un pensador metódico y gran estudioso de la Naturaleza, interesado en la economía y la epistemología.
Su nombre de nacimiento era Susumu Miura y su padre era médico en la localidad de Oita, en la isla de Kyushu. Siguiendo los pasos de su progenitor, ejerció igualmente la medicina, pero rechazó los requerimientos de un señor feudal próximo para que entrara a su servicio. Fue también maestro en el idioma chino, experto en poesía japonesa y defensor de un nuevo racionalismo.

## Obra principal
- Les trois  « go (mots) » de Baien[2]
  - Gengo (literalement Discours abscons), libremente traducido por « discurso sobre la metafísica »
  - Zeigo (lit. Talking On and On), libremente traducido por « discurso sobre los corolarios »
  - Kango (lit. Discurso presuntuoso), libremente traducido por « discurso sobre la moral »
- Heigo Fūji (lit. Cuestiones confidenciales sobre el año Hinoe), 1786, trata de los affaires políticos, económicos, militares y jurídicos
- Kagen (lit. El origen del precio)
- Modelo lógico del ecosistema de la Tierra
- Colección de su obra enBaien Shiryōshū (1989, Perikansha publicación)